# Bernardo Fernandes da Silva Junior
Bernardo Fernandes da Silva Junior (São Paulo, 14 de maio de 1995) é um futebolista brasileiro que atua como lateral-esquerdo e zagueiro. É filho do ex-volante Bernardo. Atualmente joga no Hoffenheim.

## Carreira
Bernardo Fernandes da Silva Junior começou a carreira no Red Bull Brasil.

## Títulos
Red Bull Salzburg
- Austrian Bundesliga: 2015–16
- Copa da Áustria de Futebol: 2015–16